# Bell Center (Wisconsin)
Bell Center es una villa situada en el condado de Crawford, Wisconsin, Estados Unidos. Tiene una población estimada, a mediados de 2023, de 113 habitantes.

## Geografía
La localidad está ubicada en las coordenadas 43°17′31″N 90°49′32″O / 43.29194, -90.82556. Según la Oficina del Censo, tiene una superficie total de 14.42 km², de los cuales 14.33 km² corresponden a tierra firme y 0.09 km² están cubiertos de agua.

## Demografía
Según el censo de 2020, en ese momento había 108 personas residiendo en la localidad. La densidad de población era de 7.54 hab./km². El 97.22% de los habitantes eran blancos y el 2.78% eran de una mezcla de razas. No había hispanos o latinos viviendo en la región.